# 後藤純
後藤 純（ごとう じゅん、1979年9月 - ）は、日本の研究者、博士（工学）。
東海大学建築都市学部准教授、アーバンデザインセンター小田原（UDCOD）副センター長、日本都市計画学会編集委員。2010年より高齢社会総合研究機構特任研究員、同特任助教、同特任講師を経て、2020年より現職。
専門は比較都市計画学、公共政策学、コミュニティデザイン学。

## 経歴
1998年（平成10年）3月  群馬県立沼田高等学校卒業。2004年（平成16年）3月  東京理科大学理工学部建築学科卒業。
2003年（平成15年）4月 から2005年（平成17年）12月 、財団法人土地総合研究所研究部研究員（非常勤）。
2006年（平成18年）3月  東京理科大学大学院理工学研究科建築学専攻修了。
2008年（平成20年） 東京大学まちづくり大学院修士課程「協働のまちづくり演習」指導補助（TA)。2009年（平成21年）東京大学グローバルCOE「都市空間の持続再生学の展開」リサーチアシスタント。東京大学まちづくり大学院修士課程「協働のまちづくり演習」指導補助（TA）。東京大学グローバルCOE「都市空間の持続再生学の展開」リサーチアシスタント。
2010年（平成22年）3月  東京大学大学院工学系研究科都市工学専攻博士課程単位取得退学。
2010年（平成22年）4月 - 2014年（平成26年）3月  東京大学高齢社会総合研究機構特任研究員。
2012年（平成24年）4月 - 2018年（平成30年）3月  法政大学人間環境学部非常勤講師。
2014年（平成26年）4月 - 2015年（平成27年）3月  東京大学高齢社会総合研究機構特任助教。
2015年（平成27年）4月 - 2020年（令和2年）3月  東京大学高齢社会総合研究機構特任助教。
2020年（令和2年）4月  東海大学工学部建築学科特任准教授。
2021年（令和3年）4月  東京理科大学大学院工学研究科非常勤講師。

### 受賞歴
- 2005年（平成17年）- 『コミュニティ下町食堂「鳩の味」』で鳩の街お店づくりコンペ最優秀賞。
- 2011年（平成23年）- 『協働のまちづくり事業制度の課題と可能性〜市民社会組織の成熟に向けて〜』で日本都市計画学会論文奨励賞。
- 2012年（平成24年）- 『釜石・平田地区コミュニティケア型仮設住宅団地』でグッドデザイン賞(復興特別賞)。
- 2012年（平成24年）- 『岩手県釜石市平田総合公園におけるコミュニティ・ケアによる仮設まちづくりの実践』で都市住宅学会業績賞。[5]
- 2013年（平成25年）- 『岩手県釜石市平田総合公園におけるコミュニティ・ケアによる仮設まちづくりの実践』で平成25年度土地活用モデル対象審査委員長特別賞。
- 2013年（平成25年）- 『Aging in Placeを目指した在宅医療推進〜千葉県・柏モデルにおいて市町村行政・地区医師会と一緒に推し進める中での大学の役割と意義』で第15回日本在宅医療学会大会優秀賞。
- 2013年（平成25年）- 『「住まい」と「ケア」などが一体的に整備されたコミュニティケア型仮設住宅地の提案』で第6回国土交通省バリアフリー化推進功労者大臣表彰。
- 2014年（平成26年）- 『コミュニティカフェ「りくカフェ」』で第8回日本ファシリティマネジメント大賞-JFMA賞-。
- 2015年（平成27年）- 『コミュニティカフェ「りくカフェ」』でグッドデザイン賞。[6]